# مارلين أغليوتي
مارلين أغليوتي (بالهولندية: Marilyn Agliotti) هي لاعبة هوكي حقل هولندية ولدت في يوم 23 يونيو 1979 في مدينة بوكسبورغ في جنوب أفريقيا. أبرز إنجازاتها هو فوزها مع منتخب هولندا لهوكي الحقل للسيدات بميداليتين ذهبتين في دورتي الألعاب الأولمبية الصيفية 2008 في بكين والألعاب الأولمبية الصيفية 2012 في لندن. كما فازت ببطولة أوروبا في 2011 في مونشنغلادباخ وحلت مع المنتخب في المركز الثاني في بطولة العالم 2011 في الأرجنتين.